# 迈睿
迈睿（英語：Majorel）是一家提供客户体验和商業流程委外全球服务公司。

## 历史
2018年9月由贝塔斯曼和萨哈姆宣布合并其服务业务，在卢森堡成立一家新公司。根据竞争法相关反托拉斯要求，最终在2019年初达成合并交易。2019年2月确认新品牌名字，之后公司迅速开启全球扩张。